# 이태운
이태운(李太云, 1948년 7월 16일 ~ 2018년 3월 8일)은 대한민국의 법원장을 역임한 법조인이다.

## 생애
1948년 전라남도 광양에서 태어나 순천고등학교와 서울대학교 법과대학을 졸업하고 1974년에 제16회 사법시험 합격해 1979년 대전지방법원 판사에 임용되었다. 이후 수원지방법원, 서울가정법원, 서울고등법원, 서울형사지방법원 판사를 거쳐 1990년에 대법원 재판연구관을 지냈으며 1991년 전주지방법원 정주지원장을 역임하고 1993년에 부장판사에 승진하여 2004년까지 인천지방법원, 서울가정법원, 서울지방법원, 서울고등법원, 서울중앙지방법원, 광주고등법원에서 재직하면서 법원행정처 법정국 국장을 지낸 1996년을 제외하고 재판장으로서 재판을 하였다.
1990년대초 형사단독 판사를 하면서 실제로는 바겐세일을 하지 않으면서 마치 세일을 하는 것처럼 광고해 판매하다 사기죄로 기소된 백화점 관계자에 대해 "단순히 할인판매라는 이유만으로 소비자들이 구입한 것이라고 단정할 수 없고 원래 가격대로 판 만큼 소비자들이 용인될 수 없는 손해를 입었다고 단정할 수 없다"는 이유로 무죄선고를 했으나 대법원은 "소비자들을 속여 부당한 이익을 취한 것이 인정된다"며 사기죄를 인정하여 무죄를 선고한 원심을 파기했다.
서울고등법원 특별8부 재판장으로 재직하던 2004년 1월 30일에 1980년대 학원간첩단 사건에 연루돼 무기징역을 선고받은 황대권이 "거듭되는 보안관찰 처분은 부당하다"며 국가를 상대로 낸 보안관찰 갱신처분 취소 청구소송에서 "출소 뒤 보안관찰 해당범죄와 관련되는 구체적인 활동을 했다고 인정할 아무런 자료가 없는 등 달리 재범의 위험성을 인정할 만한 증거가 없으므로 황씨에 대한 보안관찰 처분은 위법하다"면서 원고승소 판결을 했다.
2005년 11월 의정부지방법원장으로 승진한 이후 광주고등법원, 대전고등법원에서 법원장을 하다가 서울중앙지방법원 민사 수석부장판사로 재직하던 2005년에 이어 다시 대법관 후보로 거론된 2009년 2월에 서울고등법원장에 임명되고 1년간 재직하다 2010년 2월 5일에 퇴임식을 가지며 공직에서 물러났다. 퇴임식에서 "우리 사법부가 전문성과 정보화에 있어 비약적인 발전을 거듭해왔지만, 국민들로부터 진정어린 존경과 신뢰를 받기 위해서는 아직도 갈 길이 멀어 보인다"고 하면서 "국민의 신뢰를 회복하기 위해서는 경력법관제도가 확대 시행돼야 한다"며 "중요 사건을 맡은 형사단독 판사가 경험이 부족하고 법리에 소홀했다는 지적이 있는 만큼 법원장들이 중대 사건을 재정합의부로 과감하게 재배당할 필요가 있다”고 말했다.
이후 "변호사로서의 역할 뿐만 아니라 인권 신장, 사회공동체 내의 정의실현이라는 공익적 소임 역시 소홀히 하지 않았다"고 자평한 법무법인 원 대표 변호사로 있으면서 2011년 3월부터 현대모비스 사외이사를 하였으며 2013년에는 10대여성인권센터, 한국여성의전화, 세이브더칠드런, 제주올레, 서울시NPO지원센터, 서울시사회적경제지원센터, 대한에이즈예방협회, 한국공정무역단체협의회, 전국·서울시민발전협동조합연합회 등과 협약을 맺고 법률자문과 공익소송을 수행하고, 행사를 주최하는 공익사단법인 ‘선’을 설립해 초대 이사장에 취임하면서 변호사로서의 윤리의식을 강조했다.  이사장으로 취임한 사단법인 선에서 빵을 만들어 소외계층에 나누는 봉사활동을 했으며 강금실과 함께 공동 대표로 있는 '포럼 지구와 사람'과 함께 서울지방변호사회에서 지구법 강좌를 개최했다. 자신이 소속된 법무법인 원이 2017년에 제5회 변호사 공익대상 단체부문을 수상하면서 이태운은 "원 설립 8주년, 선 설립 3년 만에 공익대상을 받게 돼 영광”이라고 하면서 "모든 구성원들의 공익활동에 대한 열의가 공익활동의 질과 폭을 넓히는 데 큰 기여를 했다"고 말했다.
2010년 법원을 떠난 뒤 곧바로 서울 서초구 내곡동의 대청마루 부지를 두고 매도인 정모(70)씨와 소유권 이전 등기 및 명도 소송을 하려고 했던 안모씨의 변호사에 선임되었는데 이 과정에서 자신의 법무법인 명의로 의뢰인 안모(60)씨에게 5억원을 빌려주면서 성공보수를 임의로 받고 고교 동창이 운영하는 대부업체를 통해 안씨가 23억원을 대출받도록 알선한 행위에 대해 대한변호사협회가 2016년 2월에 경위 조사를 하면서 징계 절차를 위한 조사에 착수했으며 이 문제로 인해 의뢰인으로부터 배임수재로 고소되어 서초경찰서에서 조사를 받았으나 불기소처분되었다.
2018년 3월 8일 낮 12시 4분쯤 이태운이 살고 있는 서울 강남구 일원 2동 한 아파트 단지 화단에서 숨져 있는 것을 이웃 주민이 발견해 신고해 119가 출동해 인근 병원으로 옮겨졌지만, 병원 도착 땐 이미 숨진 상태였다. 이태운의 집에서는 A4용지 1장에 개인 신상과 관련된 내용과 함께 "가족에게 미안하다"는 말을 남겼다.

## 가족
배우자는 헌법재판관을 지낸 전효숙이다.